# Fabrizio Frates
Fabrizio Frates (Milano, 16 luglio 1959) è un allenatore di pallacanestro e dirigente sportivo italiano.

## Carriera
Diventa capo allenatore della Pallacanestro Cantù a poco più di trenta anni, nella stagione 1990-91 e vince la Coppa Korać dello stesso anno, battendo in finale il Real Madrid. Nella stagione 1993-94 passa alla Pallacanestro Treviso dove vince la Coppa Italia.
Negli anni successivi diventa head coach di diverse squadre, tra cui la Panapesca Montecatini Sporting Club Basket (1995-96), la Aresium Milano targata Blu Club, la Pallacanestro Gorizia dove conquista la serie A1, la Mens Sana Siena, la Snaidero Udine e la Pallacanestro Reggiana.

### L'arrivo a Reggio Emilia
A Reggio Emilia Frates arriva nella stagione 2003-04, al posto di Luca Dalmonte, e conquista subito una serie di vittorie incredibili, centrando l'arrivo nei playoff che la squadra emiliana vincerà, ottenendo la promozione nella massima serie. La squadra di Frates era composta da giocatori del calibro di Kiwane Garris, Alvin Young, Ray Tutt, Marcelo Damião, dall'esperienza di Claudio Pol Bodetto, e da giovani di talento come Marco Mordente e Angelo Gigli.
La dirigenza biancorossa non può far altro che riconfermare l'allenatore milanese per la successiva stagione, 2004-05 disputandola nel massimo campionato.
Per Frates questa stagione sarà piena di successi, partendo soprattutto dalle riconferme di Garris (che sarà poi eletto uno dei migliori giocatori del campionato), Damião, Mordente e  Gigli (stagione in cui i giovani talenti del vivaio biancorosso si faranno notare da diverse squadre del campionato), dagli importanti innesti di Paul McPherson, Sam Hines, Ken Lacey, dall'aggiunta dell'esperto playmaker Stefano Attruia, e da giovani passati dal vivaio alla prima squadra come Giorgio Boscagin e Franco Migliori.
Il team emiliano di Frates vince molte partite, soprattutto in casa con il sostegno del pubblico, e riesce incredibilmente a qualificarsi per le Final Eight di Coppa Italia maschile di pallacanestro, un risultato storico, a cui Frates aggiungerà anche le vittorie nei quarti e nella semifinale, conquistando la finale disputata e persa per 74-64 contro la squadra trevigiana piena di campioni allenata da Ettore Messina.
Frates riesce comunque a portare la squadra alla Uleb Cup, ma non ai play-off.
Rimane ancora una stagione sulla panchina di Reggio Emilia, dove si circonda di nuovi e talentuosi giocatori. Frates, considerato capace di scoprire dai vari vivai di società giovani giocatori dal grande futuro, ha infatti il merito di aver scommesso e puntato su nuovi prospetti italiani e americani come Terrell McIntyre, Ricky Minard, Benjamin Ortner, Marco Carra, Luca Infante, Brett Blizzard e soprattutto su Angelo Gigli e Giorgio Boscagin. In Europa riesce a dominare il proprio girone e raggiungere i quarti dove viene sconfitta dai serbi Hemofarm Vrsac. La squadra emiliana, però, paga la falsa partenza in campionato e quindi non entra nei play-off, ma senza mai essere considerata tra le squadre nella lotta alla salvezza.
L'anno successivo Frates non è più l'allenatore della Pallacanestro Reggiana. Negli anni in cui ha allenato la squadra di pallacanestro di Reggio Emilia, portava sempre in panchina con la prima squadra il giovane Nicolò Melli, che poi ha fatto esordire e sarebbe esploso negli anni successivi.

### L'esperienza con la Fortitudo
Corteggiato da molte squadre italiane, è la Fortitudo Bologna ad assicurarsi l'allenatore milanese. L'esperienza si rivela negativa, nonostante un roster di alto livello con giocatori del calibro di Marco Belinelli, Stefano Mancinelli, Daniele Cavaliero (con questi talentuosi giovani poteva continuare l'ambizioso progetto di valorizzazione di giocatori riuscito perfettamente a Reggio Emilia) e da giocatori esperti come Tyus Edney e Preston Shumpert. Ma il rapporto con la società bolognese culmina con il suo esonero a stagione in corso. Rapporti non idilliaci con la dirigenza fanno naufragare l'avventura iniziata con molto entusiasmo dallo stesso Frates, smanioso di guidare una squadra che facesse l'Eurolega, ma conclusasi nel peggiore dei modi. Finisce addirittura in causa, accusato di bestemmiare durante gli allenamenti della sua squadra dal presidente della Fortitudo di allora Michele Martinelli.

### La rinascita a Caserta
Rientra in pista il 16 novembre 2007, in Legadue, come head coach della Juvecaserta, subentrato al posto di Andrea Trinchieri, con un roster formato dallo specialista delle promozioni, Randolph Childress, Guillermo Díaz, con il supporto esperto di Alessandro Frosini, Jay Larrañaga, Ivan Gatto e giovani come Andrea Ghiacci e David Brkic. Con questo competitivo roster centra ai play-off lo storico ritorno in Lega A battendo in finale l'Aurora Basket Jesi di coach Andrea Capobianco per 3-1.
Nell'anno seguente allena ancora la Juvecaserta, partendo dalle conferme di Guillermo Díaz, David Brkic, Jay Larrañaga, Alessandro Frosini e dai nuovi innesti di Ron Slay, Fabio Di Bella e Andrea Michelori. Frates, dopo una prima parte di stagione travagliata e con pochi risultati, riesce, grazie ad una serie di vittorie nel finale del campionato, a salvare la squadra dalla retrocessione.

### Alla guida della Sutor Montegranaro
Nell'estate del 2009 approda alla Sutor Montegranaro. Il roster che gli affida la società è formato da giovani italiani come Anthony Maestranzi, Andrea Cinciarini, Daniele Cavaliero, Luca Lechthaler, Michele Antonutti con l'aggiunta di Marquinhos, Robert Hite, Demián Filloy, Dejan Ivanov e Greg Brunner.
I primi risultati non sono particolarmente esaltanti, comunque a metà campionato partecipa alla Coppa Italia, perdendo dalla quotata Mens Sana Siena. Successivamente il gruppo comincia ad ingranare, e infilando una serie di 10 vittorie consecutive in campionato riesce a chiudere al sesto posto in classifica, partecipando ai play-off scudetto, dai quali sarà eliminata perdendo 3-0 contro l'Olimpia Milano.
Nell'estate del 2010 la dirigenza veregrense sostituisce Frates con Stefano Pillastrini.

### Il ritorno a Reggio Emilia
La Pallacanestro Reggiana nel dicembre 2010 richiama Frates in panchina, dopo un avvio di campionato (Legadue) decisamente stentato con la squadra in mano a Piero Coen prima e Alessandro Finelli poi. Si ricompone quindi il binomio  Fabrizio Frates - Massimiliano "Max" Menetti (già vice dei due primi head-coach), che aveva portato a ottimi risultati sia nella città emiliana che a Montegranaro. Fabrizio Frates firma per la società emiliana un contratto fino a luglio 2013, che però rescinde nel giugno del 2011 per entrare nello staff tecnico dell'Olimpia Milano.

### A Milano come vice allenatore
Il 25 giugno 2011 Frates è ingaggiato dall'Olimpia Milano come assistente del nuovo allenatore Sergio Scariolo. Il 18 dicembre 2012 viene sollevato dall'incarico.

### Reggio Calabria
Il 10 febbraio 2016 viene nominato capo allenatore della Viola Reggio Calabria, in sostituzione dell'esonerato Giovanni Benedetto. Il 6 giugno del 2016, la società comunica la separazione dal tecnico, dopo un buon finale di stagione durante il quale porta la Viola alla salvezza diretta.

### Verona
Il 19 luglio 2016 la Scaligera Basket Verona annuncia l'ingaggio di Frates come allenatore per la stagione 2016-2017 di Serie A2. Dopo un ruolino iniziale di tre partite vinte e cinque perse, viene esonerato il successivo 22 novembre.

## Nazionale
Frates, nominato per due volte nella sua carriera "Miglior allenatore dell'anno", ha ricoperto anche il ruolo di assistant coach della Nazionale italiana, al fianco di Carlo Recalcati.
Ha inoltre guidato, come capoallenatore, la Nazionale giovanile Under 20, con la quale ha disputato due edizioni dei Campionati Europei di categoria.

## Palmarès

### Allenatore

#### Club
- Coppa Korać: 1
 Pall. Cantù: 1990-91
- Coppa Italia: 1
 Pall. Treviso: 1994

#### Individuale
- Miglior allenatore del Campionato di Legadue: 1
 Pall. Reggiana: 2003-04